# Salvador Bacarisse
Salvador Bacarisse, nome alla nascita Salvador Bacarisse Chinoria, (Madrid, 12 settembre 1898 – Parigi, 5 agosto 1963), è stato un compositore spagnolo.

## Biografia
Bacarisse nacque a Madrid e studiò musica al Conservatorio Reale di Madrid, come allievo di Manuel Fernández Alberdi (pianoforte) e Conrado del Campo (composizione). Fu un membro di spicco del Grupo de los Ocho (fondato nello spirito di Les Six per combattere il conservatorismo musicale) e contribuì a promuovere la nuova musica come direttore artistico di Unión Radio fino al 1936. Alla fine della Guerra civile spagnola nel 1939, Bacarisse si esiliò a Parigi dopo aver rifiutato il regime franchista di Francisco Franco. Dal 1945 fino alla sua morte, ha lavorato per Radio-Télévision Française come emittente di programmi in lingua spagnola.

## Composizioni
Bacarisse ha composto per il pianoforte, gruppi da camera mista, opere tra cui El tesoro de Boabdil che vinse un premio radiofonico francese nel 1958 e opere orchestrali tra cui quattro concerti per pianoforte e un concerto per violino. La sua opera più famosa oggi è il Concertino per chitarra e orchestra in La minore op. 72, composto nel 1952 in stile neoromantico. È conosciuto per una celebre registrazione di Narciso Yepes.